# Coulombblokkade
De Coulombblokkade is het natuurkundige fenomeen waarbij een elektronische component die bestaat uit ten minste één tunnel-junctie met lage capaciteit bij lage spanning plots een hogere weerstand krijgt. Dit effect is genoemd naar Charles-Augustin de Coulomb.

## Tunneling
Een tunneljunctie is, in de meest eenvoudige vorm, een dunne isolerende barrière tussen twee geleidende elektroden. Indien de elektroden supergeleiden, zullen cooperparen tunnelen met lading (min) tweemaal de elementaire lading. In het geval van normaal geleidende (dus supergeleidende noch halfgeleidende) elektroden zijn het gewone elektronen die de stroom dragen.

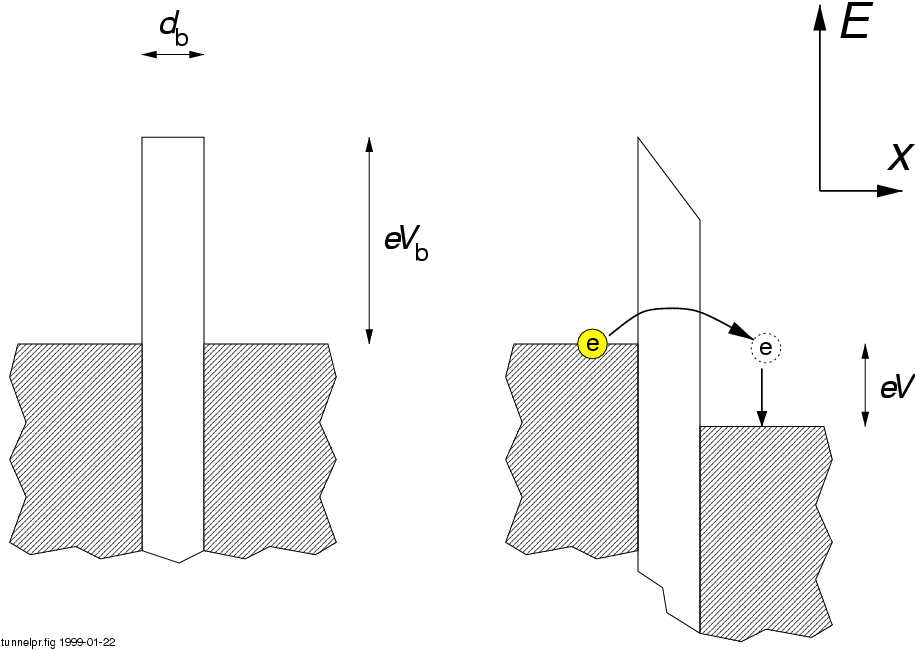
Schematische voorstelling van een elektron dat door een barrière tunnelt

Volgens de klassieke elektrodynamica kan er geen stroom zijn door een isolerende barrière. Volgens de kwantummechanica is er echter een zekere waarschijnlijkheid dat een elektron door de barrière zou heen geraken. Als er dan een spanning wordt aangelegd, zal er hierdoor stroom vloeien. In een benadering op eerste orde (zonder bijkomende effecten in rekening te brengen), zal deze stroom evenredig zijn met de aangelegde spanning. In elektrische termen gedraagt de junctie zich als een ohmse weerstand. De weerstand hangt exponentieel af van de dikte van de barrière. Deze bedraagt typisch enkele nanometers.

## Blokkade-effect
De opstelling met twee geleiders met een isolator tussen gedraagt zich ook als een capaciteit. Vanwege het discrete karakter van de elektrische lading, is de stroom een opeenvolging van elektronen die ongeveer een per een door de barrière tunnelen. Terwijl zo één elektron onderweg is door de barrière, wordt deze opgeladen en ontstaat er een spanning {\displaystyle U=e/C}, met {\displaystyle e} de elementaire lading (1,6×10−19 coulomb) en {\displaystyle C} de capaciteit van de junctie. Indien de capaciteit zeer klein is, kan de spanning vanwege dat elektron voldoende zijn om andere elektronen te verhinderen ook te tunnelen. Hierdoor is de elektrische stroom "geblokkeerd" bij lage aangelegde spanningen en de weerstand van de component wordt niet meer constant. Dit is Coulombblokkade.

## Observatie
Om deze blokkade te kunnen waarnemen, moet de temperatuur voldoende laag zijn. Dan zal de thermische energie van de ladingsdragers niet groot genoeg zijn om de Coulombblokkade te overwinnen. Voor capaciteiten onder 1 femtofarad (10−15 farad) betekent dit dat de temperatuur onder de 1 kelvin moet zijn.

## Technologisch nut
De eenvoudigste component die gebruikmaakt van de Coulombblokkade is de zogenaamde "een-elektrontransistor".